# Johannes I. (Kraichgau)
Johannes I., Graf im Kraichgau (* 1063/1064; † 26. Oktober 1104), war Bischof von Speyer von 1090 bis 1104.

## Herkunft
Johannes I. stammte aus dem Geschlecht der Grafen von Zeisolf-Wolfram. Seine Eltern hießen Wolfram und Atzela, sein Onkel war der Kölner Erzbischof Hermann III. Seine Familie war eng mit den Saliern verbunden. Auch Johannes I. war ein treuer Anhänger von Heinrich IV. und blieb im Investiturstreit an seiner Seite.
Johannes wirkte vor seiner Bischofszeit als Archidiakon an der Stiftskirche Sinsheim. 
Am 7. März 1090 wurde er Bischof von Speyer.

## Wirken

### Pogrom 1096
Bei dem „Volkskreuzzug“ im Vorfeld des ersten Kreuzzugs wandten sich dessen Teilnehmer zunächst gegen die Juden im Rheintal, angrenzenden Gebieten und entlang der Donau und stellten sie vor die Wahl: Tod oder Zwangstaufe. Das „Volksheer“ kam über die Heerstraße von Metz und erreichte Speyer am 2. oder 3. Mai 1096. Sie verbündeten sich mit Bürgern von Speyer und griffen die Juden an. 10 wurden ermordet, eine Frau, deren Name vermutlich „Sara“ war, beging Suizid – auch als „Kiddusch HaSchem“ bekannt –, um der Zwangstaufe zu entgehen.

Bischof Johannes – als Stadtherr vom Kaiser mit dem Judenschutz beauftragt – evakuierte die jüdische Gemeinde in den befestigten Bischofshof und an andere befestigte Plätze und ging gleichzeitig mit Waffengewalt und letztendlich auch mit Erfolg gegen die Angreifer vor. Die Kämpfe dauerten mehrere Tage.

Die „Kreuzzügler“ wichen nach ihrer Niederlage gegen das Militär des Bischofs nach Norden aus und griffen als Nächstes am 18. Mai 1096 die Jüdische Gemeinde Worms an. 

Ein Chronist der Ereignisse, der „Mainzer Anonymus“, hebt dabei hervor, dass der Bischof sich für diesen Einsatz zugunsten der jüdischen Gemeinde von dieser nicht habe extra bezahlen lassen – ganz im Gegensatz etwa zu seinem Kollegen in Mainz.
Bischof Johannes ließ die Städter festnehmen, die an den Morden beteiligt waren und ihnen eine Hand abhacken. Das war nach dem Privileg von 1090, das Kaiser Heinrich IV. den Juden in Speyer und Worms erteilt hatte, die Strafe für diejenigen, die einen Juden töteten.

### Kirchliche Aktivität
Johann wandelte das Kanonikerstift Sinsheim mit reichen Stiftungen aus seinem Privatbesitz in ein Kloster um. Bei der Gründung des Klosters Blaubeuren war er mit seiner Nichte Adelheid beteiligt, die sich nach seinem Tod in Rom um die Lösung des vom Papst gegen ihren Onkel ausgesprochenen Bannes bemühte.

## Tod
Bischof Johannes starb am 26. Oktober 1104, im 41. Lebensjahr und ist unter seinem Todestag mit einem Jahrgedächtnis im jüngeren Seelbuch des Speyerer Domes eingetragen. Nach letztwilliger Verfügung begrub man ihn in der Klosterkirche Sinsheim in einer Gruft vor dem Hochaltar, wo auch schon seine Mutter ruhte. Der Vater und sein Bruder Wolfram waren dort vor dem Apostelaltar bestattet.
Laut dem Chronisten Philipp Simonis (1532–1587) vermachte er die zu seinem Familienbesitz gehörende Burg Spangenberg dem Bistum Speyer. Das ist heute aber umstritten.

## Rezeption
Der Schriftsteller Wilhelm Hünermann wählte Bischof Johannes als literarische Figur in seiner Romanbiografie über das Leben der Hl. Hildegard von Bingen, Das lebendige Licht.